# موتوهیرو کاواشیما
موتوهیرو کاواشیما (انگلیسی: Motohiro Kawashima؛ زادهٔ) موسیقی‌دان اهل ژاپن است. وی از سال ۱۹۹۲ میلادی تاکنون مشغول فعالیت بوده‌است.